# Mulheres na Revolução Cubana

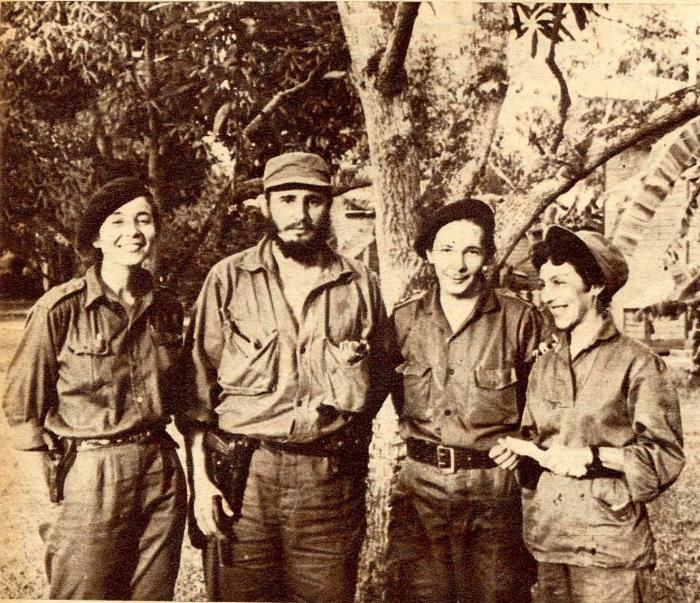
Vilma Espín, Fidel Castro, Raúl Castro e Celia Sánchez na II Frente Oriental.

As mulheres na Revolução Cubana foram ativas numa grande variedade de funções. A participação das mulheres na Revolução Cubana foi estimulada por décadas de opressão e oportunidades limitadas. A revolução pôs fim a certas formas de restrição e sexismo em Cuba.

## Mulheres cubanas pré-Revolução
Antes da Revolução, as mulheres em Cuba eram restringidas por atitudes patriarcais tradicionais. Acreditava-se que o papel da mulher era permanecer em casa, cuidando da casa e das crianças. Enquanto isso, seu marido seria o único a realizar trabalho intensivo em sua propriedade ou a se aventurar em busca de trabalho. Os direitos das mulheres não eram priorizados no governo pré-revolucionário, pois eram vistos como contraproducentes para a estabilidade da sociedade. Com a escassez de empregos antes da revolução, a necessidade de trabalho dos homens era priorizada sobre a das mulheres. Em todas as funções em que as mulheres realizavam trabalho para além da criação dos filhos e do trabalho doméstico, restringiam-se a um trabalho menos intensivo fisicamente do que os seus pares. Por exemplo, quando colhiam cana-de-açúca, as mulheres foram encarregadas de empilhar a cana, enquanto os homens foram encarregados de cortá-la.
As mulheres também eram exploradas pela movimentada indústria do sexo em Cuba antes da revolução. A indústria do sexo na Cuba da década de 1950 baseava-se principalmente na prestação de serviços sexuais por mulheres negras e mestiças a homens norte-americanos predominantemente brancos. Baseou-se numa tradição de exotização das mulheres cubanas mestiças, que teve origem no trabalho de escritores, artistas e poetas cubanos do sexo masculino. A proliferação de turistas americanos do sexo masculino em Cuba, que esperavam essas experiências exóticas com uma mulher cubana, encorajou o rápido desenvolvimento dessa indústria. Não existiam medidas de segurança significativas para proteger as prostitutas cubanas; esta foi uma questão que foi rapidamente abordada pelo novo governo cubano após a revolução.
As mulheres cubanas muitas vezes ficavam intrigadas com as experiências dos americanos, especialmente das mulheres americanas. As liberdades de que muitas mulheres americanas desfrutavam fizeram delas a inveja e a inspiração de inúmeras mulheres cubanas. Muitas mulheres cubanas entendiam as mulheres americanas através de uma lente filtrada, ouvindo sobre elas por meio das histórias que os turistas americanos contavam. A ideia de poder desfrutar das mesmas liberdades que as mulheres americanas foi um dos principais motivadores para inspirar as mulheres cubanas a apoiar e participar na revolução.

## Mulheres revolucionárias

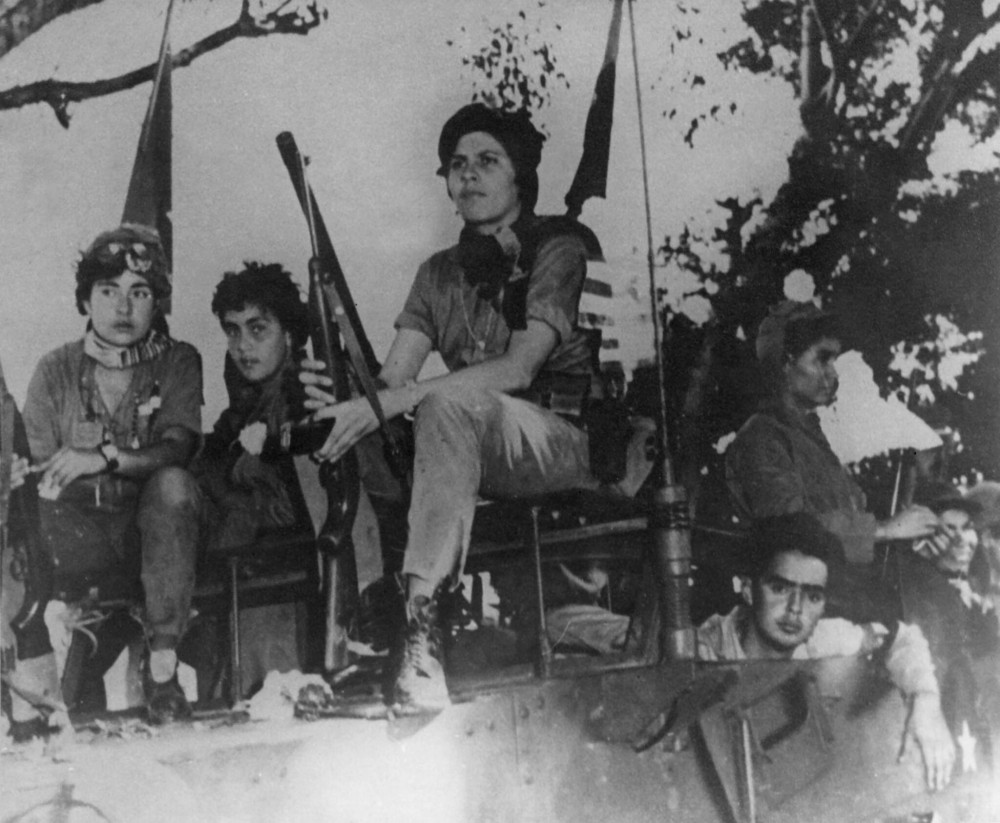
Las Marianas do Pelotão Mariana Grajales durante a entrada em Havana, em 8 de janeiro de 1959. Da esquerda: Teté Puebla, Eloísa Ballester e Lilia Rielo.

As mulheres foram ativas no movimento revolucionário em Cuba, compondo pelo menos 10-15% dos combatentes do Exército Rebelde e assumindo uma série de posições de liderança importantes. Num discurso proferido em 1º de janeiro de 1959, Fidel Castro proclamou que “quando um povo tem homens que lutam e mulheres que sabem lutar, esse povo é invencível”.

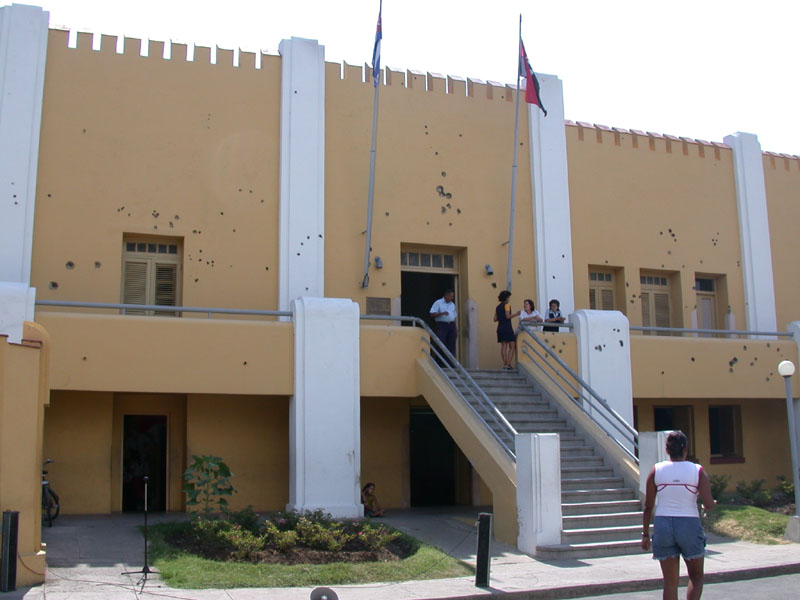
O Quartel Moncada, onde a Revolução Cubana começou oficialmente. Várias mulheres proeminentes participaram do ataque a este local.

Várias mulheres estiveram envolvidas de forma proeminente no assalto ao quartel Moncada em 26 de julho de 1953, que deu início à revolução e desencadeou a criação do Movimento 26 de Julho. Haydée Santamaría foi uma das poucas pessoas envolvidas em todas as fases da Revolução Cubana, desde o seu início até a sua concretização. Melba Hernández, depois de ser libertada da prisão pelo seu papel no ataque, ajudou a liderar a publicação e divulgação do discurso de Fidel Castro, A História me absolverá, e depois lutou na Terceira Frente Oriental.
Celia Sánchez, outra fundadora do Movimento 26 de Julho e que mais tarde serviu no Estado-Maior do Exército Rebelde, organizou e planejou o desembarque do Granma em novembro de 1956 e foi responsável por organizar reforços assim que os revolucionários desembarcassem.  Asela de los Santos ajudou a liderar programas educacionais para soldados rebeldes e crianças rurais analfabetos durante seu tempo no exército revolucionário e mais tarde foi nomeada Ministra da Educação.
O Pelotão Feminino Mariana Grajales, conhecido como Las Marianas, foi fundado em setembro de 1958 como unidade de guarda-costas pessoal de Fidel Castro, depois que um grupo de mulheres lideradas por Isabel Rielo implorou a ele para criar uma unidade feminina. Teté Puebla serviu como segunda em comando do pelotão e foi nomeada diretora do Departamento de Atendimento às Vítimas de Guerra após a revolução, tornando-se mais tarde a primeira mulher brigadeira-general na história das Forças Armadas Revolucionárias Cubanas.
As mulheres também eram ativas nos movimentos clandestinos urbanos nas cidades, inclusive na organização de protestos, distribuição de informações clandestinas, contrabando de armas, incursões em delegacias de polícia e divulgação de torturas e prisões de revolucionários. Natalia Bolívar, que mais tarde ganhou destaque pelo seu trabalho como antropóloga, foi uma das principais organizadoras de esforços para garantir asilo político aos revolucionários.
Dickey Chapelle, uma correspondente de guerra e fotojornalista americana que ganhou destaque por seu trabalho durante a Segunda Guerra Mundial, ganhou destaque ainda mais por seu trabalho na Revolução Cubana, com John Garofolo, autor de Dickey Chapelle Under Fire: Photographs by the First American Female War Correspondent Killed in Action, afirmando que "ela foi a última jornalista americana a quem Fidel Castro permitiu ter [acesso ao círculo interno do Exército Rebelde] naquele ponto da revolução".
No entanto, as mulheres ainda enfrentavam discriminação dentro das fileiras dos grupos revolucionários e muitas vezes eram confinadas a funções mais tradicionais, como cozinhar, remendar uniformes e curar ferimentos. Em uma de suas entradas de diário, Che Guevara observou que uma mulher-soldado em seu grupo "causou certo ressentimento entre os homens, já que os cubanos não estavam acostumados a receber ordens de uma mulher". As mulheres também não eram geralmente alvos de recrutamento para a luta revolucionária. Linda Reif, da City University de Nova Iorque, observa que "excertos das transmissões da Rádio Rebelde, a principal estação revolucionária, não revelam qualquer tentativa de mobilizar especificamente as mulheres".
A representação das contribuições das mulheres para a revolução também foi cuidadosamente calculada e não tão aprofundada quanto as representações das contribuições dos homens na Cuba pós-revolucionária. As mulheres importantes eram frequentemente discutidas em Cuba, mas as contribuições gerais das mulheres comuns raramente eram mencionadas. Quando eram mencionadas, muitas vezes eram subestimadas ou ofuscadas pelas conquistas e contribuições de seus colegas homens. O governo cubano só recentemente começou a se esforçar para reconhecer as histórias de mulheres cubanas comuns que participaram da revolução. Numa altura em que muitas delas estão a envelhecer e a morrer, isto significa que o governo cubano apenas tem uma pequena janela de oportunidade para descobrir o maior número possível de histórias destas mulheres.

## Vilma Espín
Outra importante mulher revolucionária foi Vilma Espín. Ela nasceu em uma família rica com um pai advogado. Espín era uma mulher muito educada; ela foi uma das primeiras mulheres latino-americanas a se formar em engenharia química. Seu pai adorava que ela fosse tão educada, no entanto, ele não gostava que ela carregasse ideais socialistas; então ele decidiu mandá-la para os Estados Unidos para continuar seus estudos no MIT. No entanto, a experiência somente a radicalizou ainda mais e seu ódio pelos EUA aumentou. Ela deixou a o país logo depois e voltou para Cuba, onde se juntou ao Movimento de 26 de Julho; envolvendo-se ainda mais com a oposição e com Fidel Castro. Ela era importante para o regime, especialmente porque era bilíngue (falava inglês e espanhol).

## Haydée Santamaría
Haydée Santamaría foi outra importante mulher revolucionária. Ela nasceu em uma família conservadora e teve uma infância bastante difícil devido à pobreza. Ela só conseguiu frequentar a escola até a 6ª série, mas como valorizava a educação, repetiu a 6ª série várias vezes. Ela se tornou professora para deixar sua família para trás porque estava cansada de seus valores conservadores. Ela conseguiu se juntar ao irmão, Abel Santamaría, e logo conheceu seus companheiros e Fidel Castro. Haydée participou do assalto ao quartel Moncada; sendo uma das duas mulheres presentes. Além de participar, ela forneceu armas e ajudou a organizar o Movimento 26 de Julho. Infelizmente, ela foi presa e seu esposo e irmão morreram após o ataque. Mesmo com a morte deles, ela continuou contra o regime e se tornou parte das forças guerrilheiras lideradas por Fidel Castro. Após a revolução, ela fundou uma instituição para educar e trabalhar com pessoas que eram dissidentes latino-americanos.

## Mais sobre o papel das mulheres na revolução e como era a vida delas depois da guerra

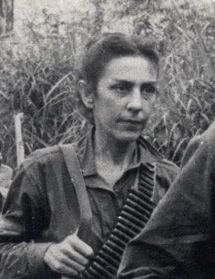
Celia Sánchez em 1958.

As mulheres também se envolveram em movimentos sociais que apoiaram abertamente a revolução e Fidel Castro. Embora não estivessem lutando diretamente na linha de frente, grupos de mulheres como a Federação de Mulheres Cubanas (em castelhano:  Federación de Mujeres Cubanas, FMC) participaram ativamente da revolução distribuindo jornais, peças de literatura, apoiando e iniciando comícios e promovendo as ideias da revolução. Este grupo também ajudou a promover os cuidados de saúde, a educação e os direitos do trabalho (bem como os direitos das mulheres). Como esse grupo participou muito da revolução, elas fizeram parte da mudança (as normas de gênero mudaram muito) em Cuba após a revolução. As mulheres não eram mais vistas apenas como cuidadoras e esposas, elas eram vistas como iguais pela maioria. De facto, depois da revolução, as mulheres puderam ter acesso a uma boa educação, a cuidados de saúde adequados e à oportunidade de emprego; coisas a que as mulheres nunca tiveram acesso em Cuba antes da revolução. Como as mulheres não tinham essa oportunidade, grupos e organizações femininas foram criados para ajudá-las a navegar por essas novas vidas que elas têm a oportunidade de viver. Por exemplo, um grupo que foi criado para ajudar mulheres e promover a melhoria dos direitos das mulheres em Cuba.
Embora os direitos das mulheres não tenham mudado imediatamente e ainda haja uma luta pelos direitos das mulheres, a educação e as mudanças na força de trabalho tiveram os maiores impactos sobre as mulheres. Antes da revolução, as mulheres tinham muito pouco acesso à educação além do ensino fundamental (Haydee Santamaría é um bom exemplo disso), mas depois da revolução, o governo fez disso um ponto crucial para expandir a educação. Devido a esta expansão (de acordo com a UNESCO), as taxas de alfabetização das mulheres aumentaram 36% devido a esta importante mudança. Outra mudança importante e significativa que a Revolução Cubana promoveu foi a força de trabalho. Originalmente, as mulheres costumavam trabalhar em empregos de baixo nível, mal-pagos e não-qualificados, mas depois da revolução, as pessoas trabalharam muito para mudar isso e isso resultou num aumento de 26% de mulheres trabalhando em empregos qualificados.
Além disso, a revolução trouxe pessoas que trouxeram mudanças significativas no esquema legal e político do país. Muitas leis que dizem respeito às mulheres começaram a sair do governo cubano – o Código da Família de 1975, que ajudou a reconhecer que as mulheres eram iguais a todos os membros da família, e a Lei de 1974 sobre Igualdade de Direitos e Oportunidades, que proibia a discriminação das mulheres no emprego e na educação (em outras áreas também, mas essas eram as duas mais importantes).

## Direitos das mulheres

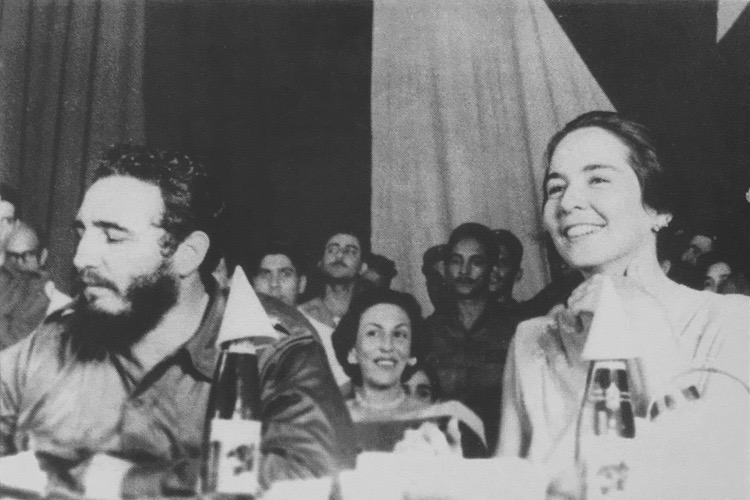
Vilma Espín e Fidel Castro na fundação da Federação das Mulheres Cubanas em 1960.

Antes da revolução, o papel das mulheres em Cuba enquadrava-se nas noções patriarcais de uma nação pós-colonial, na qual as mulheres deveriam permanecer no culto da domesticidade, raramente eram autorizadas a sair sem escolta e tinham acesso muito limitado a oportunidades educacionais ou profissionais. Alguns revolucionários cubanos acreditavam que os papéis sexistas impostos às mulheres eram resultado direto das influências capitalistas. Elas acreditavam que o socialismo era o caminho das mulheres para a igualdade e a liberdade; isso estava incorporado nas atitudes que certos revolucionários, como Fidel Castro, promoveram. As mulheres cubanas foram encorajadas a participar da revolução para trazer não apenas a liberdade de Cuba, mas a sua própria liberdade. As promessas da revolução afirmavam que a nova Cuba veria as mulheres como iguais aos homens, em vez de exigir que fossem subservientes a eles. Com a revolução, houve um aumento significativo dos direitos das mulheres no país, com Fidel observando em um discurso que "quando nossa revolução for julgada nos próximos anos, uma das perguntas que serão feitas é como nossa sociedade e nosso país resolveram os problemas das mulheres".
Após a revolução, o governo cubano tomou certas medidas para tentar melhorar a qualidade de vida das mulheres. O novo governo cubano fez inúmeras promessas às mulheres de que os seus esforços na revolução não seriam em vão; o socialismo iria resgatá-las das profundezas do sexismo e inauguraria uma nova era de igualdade de oportunidades. Embora certos aspectos desses esforços tenham sido bem-sucedidos, as mulheres ainda enfrentaram muitos desafios devido ao seu gênero. As oportunidades de trabalho se tornaram muito mais amplas para as mulheres do que antes, mas a expectativa de que as mulheres ajudassem nas tarefas domésticas permaneceu. Agora, esperava-se que as mulheres trabalhassem dentro e fora de casa. As expectativas quanto às contribuições masculinas em casa não mudaram, o que significa que a quantidade de responsabilidade sobre os ombros de uma mulher dobrou, enquanto a de seus colegas homens permaneceu praticamente a mesma. Às vezes, as jovens da casa tinham que assumir a responsabilidade de cuidar da casa e da família enquanto a mãe trabalhava. Isto significava que, embora existissem muitas novas oportunidades para as jovens explorarem, a sua capacidade de as vivenciar efectivamente era restringida pelas responsabilidades domésticas.
O culto à domesticidade expandiu-se para a força de trabalho após a revolução. Parte disto deveu-se à dificuldade de encorajar os cubanos adultos a irem além das noções tradicionais de género; muitas jovens cubanas encontraram-se em desacordo com os seus pais mais tradicionais, tanto durante como depois da revolução. Programas de creche para crianças pequenas eram um foco do governo cubano. Embora os esforços para expandir este programa tenham sido bem-sucedidos, eles tiveram um custo para as mulheres. As mulheres eram vistas como muito mais adequadas para empregos de cuidadora de crianças do que os homens, o que significa que elas frequentemente se viam envolvidas em empregos centrados em seu gênero, em vez de sua capacidade ou experiência pessoal. Os programas de formação adequados para as trabalhadoras de creches só se concretizaram vários anos após a revolução; até então, a suposição era de que uma mulher tinha talento natural suficiente para cuidar de crianças e conseguir trabalhar numa creche sem qualquer treinamento formal.
Vilma Espín, que também lutou no Movimento 26 de Julho, fundou a Federação das Mulheres Cubanas, servindo como líder do grupo até sua morte em 2007.
Em 1965, o acesso ao aborto em Cuba foi alargado, deixando de estar restrito aos casos extremos e passando a ser realizado por médicos públicos e gratuitamente, em vez de por profissionais privados.

As mulheres cubanas também foram muito afetadas pela campanha de alfabetização cubana lançada pelo governo após a revolução. Nicola Murray, escrevendo na Feminist Review, observa que:
55% dos brigadistas (crianças em idade escolar que iam viver com famílias camponesas e as ensinavam a ler e escrever) eram meninas. Para estas moças a mudança foi enorme - independentes, livres de muitas das restrições da sua própria vida familiar - e isto também teve algum impacto no público cubano em geral, uma vez que a campanha foi conhecida e divulgada em todo o lado.
Após a Revolução Cubana em 1959, o novo governo cubano viu as prostitutas como vítimas do capitalismo corrupto e estrangeiro, e via a prostituição em si como uma "doença social", um produto da cultura capitalista pré-revolucionária de Cuba, e não um crime. Em 1961, a cafetinagem foi proibida. A prostituição em si permaneceu legal, mas o governo, auxiliado pela Federação das Mulheres Cubanas, tentou reprimi-la. Foram criadas clínicas médicas para exames de saúde, programas de reabilitação para cafetões e programas de reeducação para ex-prostitutas. Um censo da indústria do sexo foi realizado em 1961, identificando 150.000 prostitutas e 3.000 cafetões. Tropas invadiram os distritos da luz vermelha de Havana e prenderam centenas de mulheres, fotografaram e coletaram suas impressões digitais, além de exigir que elas passassem por exames físicos. As mulheres que desejavam deixar a prostituição recebiam cursos de treinamento e eram oferecidas empregos em fábricas. O resultado foi que, oficialmente, a prostituição foi eliminada de Cuba, uma situação que continuou durante três décadas.
No entanto, apesar da melhoria dos direitos trazida pela revolução, a discriminação contra as mulheres e a cultura machista continuam a ser questões significativas em Cuba. Na década de 1960, era comum ver mulheres usando o uniforme da milícia e realizando trabalhos voluntários e prometendo um futuro prósprero e igualitário sob o comunismo. Com o fracasso do comunismo levando à queda do Muro de Berlim e o colapso da União Soviética, muitas mulheres deixaram seus empregos e voltaram a ser donas de casa. A escritora cubana Yoani Sánchez comparou a perda do comércio com o Bloco Oriental por Cuba a uma mulher divorciada sem nenhum direito à pensão alimentícia nem à metade dos bens.
A baixa taxa de natalidade limitou o aborto a casos graves com risco para a mãe ou não se espera que o bebê sobreviva. As mulheres evitam filhos pois as oportunidades não são iguais e ter um filho significa perder anos na carreira, ou pior, muitas vêem o nascimento de um bebê como um passo irreversível que as impedirá de emigrar de Cuba.
A prostituição retornou em grande escala, conhecida como Jineterismo, sendo vista como a única forma de sustento e da possibilidade de deixar o país. O turismo sexual explodiu nos anos 1990 durante o "Período Especial", eufemismo para o colapso econômico pós-soviético. As jovens moças "logo aprenderam que somente as carteiras dos homens contêm os recursos para a vida que desejam".

"Com a introdução do sistema de moeda dupla e a abertura de lojas de um dólar, os turistas encontraram lindas cubanas dispostas a realizar seus sonhos materiais com o suor de suas pélvis."— Yoani Sánchez